# Xavier Lacroix
Pour les articles homonymes, voir Lacroix.
Xavier Lacroix, né le 22 septembre 1947 à Lyon et mort dans cette même ville le 29 juin 2021, est un professeur français de philosophie et de théologie morale à la faculté de théologie de l'université catholique de Lyon. 
Il a été membre du Comité consultatif national d'éthique « en qualité de personnalité appartenant aux principales familles philosophiques et spirituelles », de mars 2008 à septembre 2016.

## Biographie
Professeur de philosophie, Xavier Lacroix enseigne d'abord à l'externat Sainte-Marie (Lyon) où il collabore à la rédaction de la collection Les Chemins de la foi. [archive]
À partir de 1986, il rejoint l'Université catholique de Lyon et y soutient sa thèse de théologie en 1992. Il sera successivement :
- directeur de l'Institut des sciences de la famille (de 1986 à 1994),
- doyen de la Faculté de théologie (de 1997 à 2003).

Marié et père de trois enfants, il est le premier laïc, en France, doyen d’une faculté de théologie.  
Il siège dix-sept ans au Conseil national de la pastorale familiale, de 1987 à 2004,.
Il est expert auprès de l'épiscopat français et du Conseil pontifical pour la famille, et membre du Comité consultatif national d'éthique de 2008 à 2016.
Opposé au mariage homosexuel, il participe en 2013 à une université d'été de La Manif pour tous.
En juin 2021, le quotidien La Croix le présente comme « l'un des penseurs catholiques de la famille, et une référence dans le champ de la bioéthique » et Aleteia comme l'inspirateur d’une éthique du mariage et de la famille ancrée dans une mystique.

## Ouvrages
- 1985 : La Parole, l'art, l'écriture (dir.), collection Les Chemins de la Foi, Droguet et Ardant, Fayard  (ISBN 2704102783)
- 1992 : Le divorce est-il une fatalité ?, Desclée de Brouwer (ISBN 978-2220032986)
- 1992 : Le corps de chair, les dimensions éthique esthétique et spirituelle de l'amour, éditions du Cerf (ISBN 978-2204046152)
- 1993 : Homme et femme, l'insaisissable différence, éditions du Cerf (ISBN 978-2204048804)
- 1997 : Les mirages de l'amour, Bayard (ISBN 978-2227317024)[12]
- 1999 : Le mariage, éditions de l'atelier  (ISBN 978-2708234437)
- 2000 : L'avenir c'est l'autre, éditions du Cerf (ISBN 978-2204065382)
- 2000 : Le corps et l'esprit, éditions Foi vivante  (ISBN 978-2204064415)
- 2000 : La passion de la foi, hommage à Henri Bourgeois, Desclée de Brouwer (ISBN 978-2220048390) avec Claude Royon
- 2001 : L'amour du semblable, questions sur l'homosexualité, éditions du Cerf (ISBN 978-2204066358)
- 2001 : Oser dire le mariage indissoluble, éditions du Cerf (ISBN 978-2204067553)
- 2003 : La Filiation interrogée (avec Jean-Daniel Causse, dir.), éditions du Cerf
- 2004 : Passeurs de vie, essai sur la paternité, Bayard Culture (ISBN 978-2227470620)[13]
- 2005 : La Confusion des genres, Bayard Jeunesse,  (ISBN 978-2227474895)
- 2007 : De chair et de parole : fonder la famille Bayard (ISBN 978-2227476479)
- 2010 : Affectivité et autorité en éducation, éditions Don Bosco (ISBN 978-2914547710), avec Guy Avanzini, Philippe Jeammet, Jean-Marie Petitclerc, Morand Wirth
- 2010 : La traversée de l'impossible : le couple dans la durée, éditions Vie chrétienne  (ISBN 978-2918975168)
- 2010 : Qu'est ce que l'homme ?, avec Michel Aupetit, Philippe Laburthe-Tolra et Thibaud Collin, éditions François-Xavier de Guibert
- 2012 : Le corps retrouvé : donner la vie, c'est la recevoir, Bayard (ISBN 978-2227484917)
- 2014: Chercher Dieu et veiller sur l'homme : repères pour une éthique chrétienne, entretiens avec Loup Besmond de Senneville, Bayard (ISBN 2227487461)
- 2017: Avons-nous encore une âme ?, Éditions Salvator (ISBN 978-2-7067-1506-8)